# Lenzerheide Open
Il Lenzerheide Open è un torneo professionistico di tennis giocato su campi in terra rossa. Fa parte dell'ITF Women's Circuit. Si gioca annualmente a Lenzerheide in Svizzera.

## Albo d'oro

### Singolare
| Anno | Campionessa       | Finalista           | Punteggio     |
| ---- | ----------------- | ------------------- | ------------- |
| 2011 | Ani Mijačika      | Amra Sadiković      | 6–3, 3–6, 6–3 |
| 2012 | Aleksandra Krunić | Chichi Scholl       | 6–3, 6–3      |
| 2013 | Laura Siegemund   | Beatriz Haddad Maia | 6–2, 6–3      |

### Doppio
| Anno | Campionesse                       | Finaliste                               | Punteggio        |
| ---- | --------------------------------- | --------------------------------------- | ---------------- |
| 2011 | Ani Mijačika Amra Sadiković       | Nikola Hofmanová [[Romana Tabak >]]     | 4–6, 6–2, [10–4] |
| 2012 | Aleksandra Krunić Ana Vrljić      | Ksenija Lykina Isabella Šinikova        | 6–2, 6–4         |
| 2013 | Belinda Bencic Kateřina Siniaková | Veronika Kudermetova Diāna Marcinkēviča | 6–0, 6–2         |